# Áed (mythologie)
 (signalé en juin 2025).
Si vous disposez d'ouvrages ou d'articles de référence ou si vous connaissez des sites web de qualité traitant du thème abordé ici, merci de compléter l'article en donnant les références utiles à sa vérifiabilité et en les liant à la section « Notes et références ».
- Archive Wikiwix
- Bing
- Cairn
- DuckDuckGo
- E. Universalis
- Gallica
- Google
- G. Books
- G. News
- G. Scholar
- Persée
- Qwant
- (zh) Baidu
- (ru) Yandex
- (wd) trouver des œuvres sur Wikidata

Aed ou Aodh, est le prince des Daoine Sidhe et un dieu des enfers dans la mythologie irlandaise. Il est connu par des inscriptions comme étant le fils aîné de Lir, haut roi des Tuatha Dé Danann, et Aobh, une fille de Bodb Dearg. Aed est décrit ailleurs dans les Dindsenchas comme étant le fils de Dagda et le frère de Cermait et Aengus tués par Corchenn de Cruach pour avoir séduit la femme de Corchenn. Ancienne divinité du Feu, le nom d'Aed est dérivé du vieil irlandais pour le feu, dérivé d'un verbe indo-européen signifiant « brûler » ou « allumer ».